# ديريك فوكس (صحفي)
ديريك فوكس (بالإنجليزية: Derek Fox)‏ هو صحفي نيوزلندي، ولد في 1947.